# Caryometra
Genre
Caryometra est un genre de comatules des Caraïbes, de la famille des Antedonidae.

## Liste d'espèces
Selon World Register of Marine Species (2 avril 2015) :
- Caryometra alope AH Clark, 1940 -- Golfe du Mexique
- Caryometra atlantidis AH Clark, 1940 -- Golfe du Mexique
- Caryometra lisa AH Clark, 1940 -- Golfe du Mexique
- Caryometra monilicirra AH Clark, 1940 -- Golfe du Mexique
- Caryometra spinosa AH Clark, 1940 -- Golfe du Mexique
- Caryometra tenuipes (AH Clark, 1908) -- Golfe du Mexique